# Унур (Куженерский район)
 Унур  — деревня в Куженерском районе Республики Марий Эл. Входит в состав Токтайбелякского сельского поселения.

## География
Находится в северо-восточной части республики Марий Эл на расстоянии приблизительно 5 км на север-северо-восток от районного центра посёлка Куженер.

## История
Известна с 1850 года, когда здесь проживало 2 русские семьи. Основана выходцем из Токтайбеляка. В 1859 году Унур значился казённым починком, в нём было 8 дворов, проживало 63 человека. В 1874 году в деревне Унур было 5 русских и 16 марийских дворов. В 1949 году деревня состояла из 22 дворов, проживало 96 человек. В 2005 году в деревне Унур насчитывалось 5 хозяйств. В советское время работали колхозы «Май» и «Унур».

## Население
Население составляло 12 человек (мари 100 %) в 2002 году, 2 в 2010.